# 鈴木学 (ラグビー選手)
鈴木 学（すずき まなぶ、1983年2月8日 - ）は、日本の元ラグビーユニオン選手。

## プロフィール
- 秋田県出身。
- ポジションはロック(LO)。
- 身長 200cm、体重 108kg
- ニックネームはネコ[1]。
- 日本代表スコッドに選ばれたことがある[2]。

## 略歴
2001年、金足農業高校卒業後、流通経済大学に入る。
2005年、流通経済大学卒業後、セコムラガッツに加入。同年9月25日に行われたジャパンラグビートップリーグ第2節のヤマハ発動機ジュビロ戦に先発出場で公式戦初出場を果たす。 
2009年、東芝ブレイブルーパスに加入。
2012年、現役を引退した。